# Fabian Wilkens Solheim
Fabian Wilkens Solheim (* 10. April 1996 in Oslo) ist ein ehemaliger norwegischer Skirennläufer. In seiner aktiven Laufbahn war er auf die Disziplinen Riesenslalom und Slalom spezialisiert. Seinen größten Erfolg feierte er mit dem Weltmeistertitel mit der Mannschaft 2021.

## Biografie
Ab Dezember 2011 nahm Solheim an FIS-Rennen und nationalen Meisterschaften teil. Im Februar 2013 war er Teilnehmer des Europäischen Olympischen Jugendfestivals in Brașov, wo er im Slalom auf Platz 9 fuhr. Allmählich zeichnete sich eine Spezialisierung auf die technischen Disziplinen ab. Seine ersten Einsätze im Europacup und im Nor-Am Cup erfolgten im Dezember 2015, waren aber noch wenig erfolgreich. Deutliche Fortschritte begann er im Winter 2016/17 zu machen. Er wurde im Dezember 2016 norwegischer Slalom-Juniorenmeister und gewann zwei Monate später erstmals ein FIS-Rennen. Gegen Ende der Saison 2017/18 konnte er sich auch im Europacup etablieren. Solheim gewann am 5. Dezember 2018 erstmals ein Europacuprennen, einen Riesenslalom in Funäsdalen.
Sein Debüt im Weltcup hatte Solheim am 8. Dezember 2018 im Riesenslalom von Val-d’Isère, wo er im ersten Lauf ausschied. Weltcuppunkte holte er erstmals am 12. Januar 2019 mit Platz 22 im Riesenslalom von Adelboden. Fast ein Jahr später, am 11. Januar 2020, erzielte er dort sein bisher bestes Ergebnis mit Platz 9 im Riesenslalom. Bei den Weltmeisterschaften 2021 in Cortina d’Ampezzo gewann er die Goldmedaille im Mannschaftswettbewerb.
Bei den Olympischen Spielen von Peking kam er im Spezialriesenslalom nicht zum Einsatz, gewann aber im Mannschaftswettbewerb gemeinsam mit Mina Fürst Holtmann, Timon Haugan, Thea Louise Stjernesund, Maria Therese Tviberg und Rasmus Windingstad die Bronzemedaille.
Am 17. April 2023 gab Solheim überraschend seinen Rücktritt bekannt.

## Erfolge

### Olympische Spiele
- Peking 2022: 3. Mannschaftswettbewerb

### Weltmeisterschaften
- Cortina d’Ampezzo 2021: 1. Mannschaftswettbewerb

### Weltcup
- 1 Platzierung unter den besten zehn

### Weltcupwertungen
| Saison  | Gesamt | Gesamt | Riesenslalom | Riesenslalom | Parallel | Parallel |
| Saison  | Platz  | Punkte | Platz        | Punkte       | Platz    | Punkte   |
| ------- | ------ | ------ | ------------ | ------------ | -------- | -------- |
| 2018/19 | 136.   | 9      | 48.          | 9            | –        | –        |
| 2019/20 | 99.    | 51     | 30.          | 39           | 32.      | 12       |
| 2020/21 | 104.   | 34     | 34.          | 34           | –        | –        |
| 2021/22 | 107.   | 36     | 27.          | 36           | –        | –        |
| 2022/23 | 137.   | 12     | 49.          | 12           | –        | –        |

### Europacup
- Saison 2018/19: 5. Riesenslalomwertung
- Saison 2019/20: 4. Riesenslalomwertung
- 5 Podestplätze, davon 3 Siege:

| Datum            | Ort        | Land     | Disziplin    |
| ---------------- | ---------- | -------- | ------------ |
| 5. Dezember 2018 | Funäsdalen | Schweden | Riesenslalom |
| 2. Dezember 2019 | Trysil     | Norwegen | Riesenslalom |
| 3. Dezember 2019 | Trysil     | Norwegen | Riesenslalom |

### Juniorenweltmeisterschaften
- Åre 2017: 12. Riesenslalom

### Weitere Erfolge
- 1 norwegischer Juniorenmeistertitel (Slalom 2016)
- Europäisches Olympisches Jugendfestival 2013: 9. Slalom
- 2 Siege in FIS-Rennen